# Ultra Beatdown
Ultra Beatdown er det fjerde studiealbum udgivet af Dragonforce. Cd'en udkom den 26. august 2008. Den første single på cd'en er "Heroes of Our Time". Senere udkom singlen "The Last Journey Home" efter noget diskussion om det skulle være "Reasons to Live" som ønsket af deres bassist Frédéric Leclercq.[kilde mangler] Men deres anden single/video blev "The Last Journey Home" som blev udgivet først på Xbox Live.[kilde mangler]

## Spor
| Nr. | Titel                     | Lyrik                 | Musik                                      | Længde |
| --- | ------------------------- | --------------------- | ------------------------------------------ | ------ |
| 1.  | "Heroes of Our Time"      | Sam Totman, Herman Li | Totman                                     | 7:13   |
| 2.  | "The Fire Still Burns"    | Totman, ZP Theart     | Totman                                     | 7:50   |
| 3.  | "Reasons to Live"         | Totman, Li            | Vadim Pruzhanov, Totman, Frédéric Leclercq | 6:25   |
| 4.  | "Heartbreak Armageddon"   | Totman, Li            | Li, Totman, Leclercq                       | 7:40   |
| 5.  | "The Last Journey Home"   | Totman, Theart        | Totman, Li                                 | 8:12   |
| 6.  | "A Flame for Freedom"     | Totman                | Totman                                     | 5:20   |
| 7.  | "Inside the Winter Storm" | Totman, Theart        | Totman                                     | 8:11   |
| 8.  | "The Warrior Inside"      | Totman, Li, Theart    | Pruzhanov, Totman                          | 7:14   |

| 9.  | "Strike of the Ninja" (Cover af "Feel the Fire" af Shadow Warriors) | Totman, Theart     | Theart            | 3:18 |
| 10. | "Scars of Yesterday"                                                | Totman, Li, Theart | Pruzhanov, Totman | 7:46 |

| 11. | "E.P.M. (Extreme Power Metal)" | Totman, Li | Li | 7:24 |